# Sergeant Deadhead
Sergeant Deadhead is een Amerikaanse muziekfilm uit 1965 onder regie van Norman Taurog.

## Verhaal
Sergeant Donovan is een onhandige jongeman op een marinebasis. Hij stelt zijn huwelijk met een vrouw op de basis voortdurend uit. Hij neemt deel aan een geheim project, wanneer hij met een aap terechtkomt in een maanraket.

## Rolverdeling
| Acteur             | Personage          |
| ------------------ | ------------------ |
| Frankie Avalon     | Sergeant Donovan   |
| Deborah Walley     | Lucy Turner        |
| Cesar Romero       | Adminraal Stoneham |
| Fred Clark         | Generaal Fogg      |
| Gale Gordon        | Kapitein Weiskopf  |
| Harvey Lembeck     | Piloot McEvoy      |
| John Ashley        | Piloot Filroy      |
| Buster Keaton      | Piloot Blinken     |
| Reginald Gardiner  | Luitenant Talbott  |
| Pat Buttram        | President          |
| Eve Arden          | Luitenant Kinsey   |
| Romo Vincent       | Tubaspeler         |
| Donna Loren        | Susan              |
| Michael Nader      | Militaire politie  |
| Edward Faulkner    | Luitenant Dixon    |
| Norman Grabowski   | Militaire politie  |
| Tod Windsor        | Sergeant Keeler    |
| Patti Chandler     | Patti              |
| Luree Holmes       | Luree              |
| Mary Hughes        | W.A.F.             |
| Salli Sachse       | Sue Ellen          |
| Bobbie Shaw Chance | Gilda              |
| Sue Hamilton       | Ivy                |
| Edwin Reimers      | Nieuwslezer        |
| John Hiestand      | Nieuwslezer        |
| Ray Atkinson       | Militaire politie  |
| Bob Harvey         | Piccolo            |
| Jerry Brutsche     | Krantenverkoper    |
| Andy Romano        | Militaire politie  |
| Don Edwards        | Militaire politie  |
| Bruce Baker        | Militaire politie  |
| Ray Sittin         | Militaire politie  |
| Taggart Casey      | Barman             |
| Jo Collins         | Gail               |
| Astrid De Brea     | W.A.F.             |
| Jean Ingram        | W.A.F.             |
| Peggy Ward         | W.A.F.             |
| Stephanie Nader    | W.A.F.             |
| Lyzanne La Due     | W.A.F.             |
| Janice Levinson    | W.A.F.             |
| Alberta Nelson     | W.A.F.             |
| Sallie Dornan      | Secretaresse       |
| Dwayne Hickman     | Dwayne             |

## Filmmuziek
- Hurry Up and Wait
- How Can You Tell
- You Should've Seen the One That Got Away
- Two Timin' Angel
- Let's Play Love
- Let's Play Love (reprise)
- The Difference in Me Is You